# Antonee Robinson
Antonee Robinson (* 8. srpna 1997 Milton Keynes), známý také jako Jedi, je americký profesionální fotbalista, který hraje na pozici levého obránce za anglický klub Fulham FC a za americký národní tým.

## Klubová kariéra

### Everton
Robinson se narodil v anglickém městě Milton Keynes. V roce 2008, ve věku 11 let, se dostal do akademie Evertonu.
Na konci sezóny 2014/15 podepsal s Evertonem svůj první profesionální kontrakt.
Sezónu 2015/16 nicméně strávil na marodce se zraněným kolenem. I přesto 15. července 2016 prodloužil svoji smlouvu. Na konci sezóny 2016/17, během které nenastoupil do jediného soutěžního utkání za A-tým, prodloužil svoji smlouvu o dva roky.

#### Bolton Wanderers (hostování)
Dne 4. srpna 2017 odešel Antonee Robinson na roční hostování do druholigového Boltonu Wanderers.
O pět dnů později zažil svůj profesionální debut, a to při výhře 2:1 nad Crewe Alexandra v ligovém poháru. Svůj ligový debut si odbyl 9. září 2017 v zápase proti Middlesbrough. Robinson se ve zbytku sezóny stal stabilním členem základní sestavy Boltonu, když na pozici levého obránce nepustil Andrewa Taylora.

### Wigan Athletic
V srpnu 2018 odešel Robinson na hostování do jiného druholigového týmu, a to do Wiganu Athletic. Sezónu začal jako pravidelný člen startovní jedenáctky Wiganu, nicméně v listopadu 2018 utrpěl zranění kotníku, které jej vyřadilo ze hry až do března následujícího roku.
Dne 15. července 2019 přestoupil Robinson do Wiganu Athletic na trvalo, když podepsal tříletý kontrakt.
Po působivé podzimní části sezóny 2019/20 se o Robinsona vážně zajímal italský velkoklub AC Milán. 31. ledna 2020, v poslední den zimního přestupového období, se AC Milán dohodl na Robinsonově příchodu, za kterého měl zaplatit 10 milionů liber. Kluby byly domluveny na podmínkách přestupu a hráč odletěl na zdravotní prohlídku, italský celek ovšem trval na dalších testech, které mohly zabrat až tři dny, a tak z přestupu z časových důvodů sešlo.
Podle některých informací ovšem transfer nakonec zhatily srdeční potíže, kvůli kterým vynechal část sezóny 2019/20. Robinson se spoluhráči z Wiganu začal znovu trénovat až v červnu po čtyřech měsících absence.

### Fulham
Po sestupu Wiganu z EFL Championship se začaly tvořit spekulace o Robinsonově budoucnosti. Ty ukončil v srpnu 2020 a přestoupil z Wiganu do Fulhamu, londýnský klub zaplatil dva miliony liber a s americkým obráncem podepsal čtyřletý kontrakt.
Svůj debut v klubu si odbyl 16. září v zápase ligového poháru proti Ipswich Townu. Svého debutu v Premier League se dočkal 4. října proti Wolverhamptonu. Svůj první gól v dresu Fulhamu vstřelil 24. srpna 2021 v zápase EFL Cupu proti Birminghamu City.
V sezóně 2021/22 svými výkony pomohl Fulhamu postoupit po roční pauze zpátky do Premier League. Za své výkony byl oceněn také nominací do nejlepší jedenáctky soutěže.

## Statistiky

### Klubové
K 7. květnu 2022
| Klub                     | Sezóna  | Liga           | Liga   | Liga | FA Cup | FA Cup | EFL Cup | EFL Cup | Celkem | Celkem |
| Klub                     | Sezóna  | Liga           | Zápasy | Góly | Zápasy | Góly   | Zápasy  | Góly    | Zápasy | Góly   |
| ------------------------ | ------- | -------------- | ------ | ---- | ------ | ------ | ------- | ------- | ------ | ------ |
| Everton                  | 2015/16 | Premier League | 0      | 0    | 0      | 0      | 0       | 0       | 0      | 0      |
| Bolton Wanderers (host.) | 2017/18 | Championship   | 30     | 0    | 1      | 0      | 3       | 0       | 34     | 0      |
| Wigan Athletic (host.)   | 2018/19 | Championship   | 26     | 0    | 0      | 0      | 0       | 0       | 26     | 0      |
| Wigan Athletic           | 2019/20 | Championship   | 38     | 1    | 1      | 0      | 0       | 0       | 39     | 1      |
| Fulham                   | 2020/21 | Premier League | 28     | 0    | 1      | 0      | 4       | 0       | 33     | 0      |
| Fulham                   | 2021/22 | Championship   | 36     | 2    | 0      | 0      | 1       | 1       | 37     | 3      |
| Fulham                   | 2022/23 | Premier League | 0      | 0    | 0      | 0      | 0       | 0       | 0      | 0      |
| Fulham                   | Celkem  | Celkem         | 64     | 2    | 1      | 0      | 5       | 1       | 70     | 3      |
| Celkem                   | Celkem  | Celkem         | 158    | 3    | 3      | 0      | 8       | 1       | 169    | 4      |

### Reprezentační
K 14. červnu 2022
| Spojené státy | Spojené státy | Spojené státy |
| Rok           | Zápasy        | Góly          |
| ------------- | ------------- | ------------- |
| 2018          | 6             | 0             |
| 2019          | 1             | 0             |
| 2020          | 1             | 0             |
| 2021          | 11            | 1             |
| 2022          | 10            | 1             |
| Celkem        | 29            | 2             |

#### Reprezentační góly
Skóre a výsledky Spojených států jsou vždy zapisovány jako první.
| Gól | Datum          | Místo                                                    | Soupeř   | Skóre | Výsledky | Soutěž                                |
| --- | -------------- | -------------------------------------------------------- | -------- | ----- | -------- | ------------------------------------- |
| 1.  | 8. září 2021   | Estadio Olímpico Metropolitano, San Pedro Sula, Honduras | Honduras | 1:1   | 4:1      | Kvalifikace na Mistrovství světa 2022 |
| 2.  | 27. ledna 2022 | Lower.com Field, Columbus, Spojené státy                 | Salvador | 1:0   | 1:0      | Kvalifikace na Mistrovství světa 2022 |

## Ocenění

### Klubové

#### Fulham
- EFL Championship: 2021/22[25]

### Reprezentační

#### Spojené státy
- Liga národů CONCACAF: 2019/20

### Individuální
- Jedenáctka sezóny EFL Championship : 2021/22[23][24]